# Restrepo (Valle del Cauca)
Restrepo  ist eine Gemeinde (Municipio) im Departamento Valle del Cauca in Kolumbien.

## Allgemeine Daten
- Gründung: 1. Dezember 1913.[1]
- Gründer: Julio Fernández Medina, Anselmo Rendón, Nicanor Grisales und andere Kolonisten.
- Gemeinde seit: 3. April 1925.
- Höhe:  Ca. 1400 Meter über dem Meeresspiegel
- Ausdehnung: 237 km²
- Durchschnittliche Temperatur: 21 °C.
- Bevölkerung: 16.410, davon 9259 im städtischen Teil cabecera municipal der Gemeinde (Stand 2019)[2]
- Entfernung nach Santiago de Cali: 90 Kilometer.
- Bezeichnung der Einwohner: Restrepeños.
- Geografie: Vorwiegend bergig.
- Hauptteile: El Diamante, Ilama, Madroñal und San Salvador.

## Bürgermeister
- 1987–1989 Roberto Arbeláez Restrepo
- 1990–1992 Gilberto Ossa Betancourt
- 1993–1995 Aldemar Marin Aguirre
- 1996–1998 Ovidio Arturo Marin Cuevas
- 1999–2001 Jesús Alberto Ospina Rendón
- 2002–2004 Alberto Cardona Gordillo
- 2005–2007 Arley Ospina Noreña
- 2008–2011 Maria Saider Valencia de Echeverry
- 2012–2015 Luis Carlos Ossa Morales
- 2016–2019 Edilson Navia Ortega
- 2019–2022 Armando Velez Velez

## Kultur und Geschichte
Die westliche Kordillere (Anden) wurde in den Jahren zwischen 1900 und 1940 nach und nach von Aussiedlern aus Antioquia, Cauca, Boyacá und Nariño bevölkert.
Dieser Prozess wird von der Gelehrten als späte Kolonisierung bezeichnet.
Die Gründung von Restrepo im Jahre 1913 war der Anfang für die Kolonisierung der Gebiete Calima und Río Bravo.
Es gab zwei wichtige Gruppen von Siedlern:
- Flüchtlinge des Krieges Guerra de Los Mil Días, die aus Antioquia nach Süden wanderten, um Schutz und ein besseres Leben zu finden.
- Siedler mit der Gewissheit der Aufwertung des Geländes durch die Kolonisierung des Gebietes um Restrepo, das zu dieser Zeit Manuel Escobar Torres, Liborio Vergara und  Julio Fernández Medina gehörte.

Der letztgenannte, als er Notiz von der Intention der Siedler bekam ein Dorf unter Anführung von Capitán Anselmo Rendón zu gründen, bot er Ihnen das schlechteste Gelände in einem Teil genannt El Transitio an.
Durch die Gründung eines Dorfes sind die Grundstückspreise in dieser Region gestiegen.
Diese Erhöhung verursachte Rechtsstreit zwischen den Siedlern die vor Zeiten Brachland parzelliert und bearbeitet haben.
Dieser Konflikt rief skrupellose Anwälte, Händler und andere auf den Plan.
In der vierzigjährigen langsamen aber konstanten Besiedlung der Region von Restrepo gab es ein weiteres bemerkenswertes Ereignis:
Diese Region war vor der Ankunft der Spanier von wohlhabenden Indianern besiedelt.
Bis zum Ende des 19. Jahrhunderts blieb die Region Calima unentdeckt.
Durch die späte Besiedlung kam es zu keinen Plünderungen durch die Spanier.
Einige Siedler entdeckten indianische Gräber mit Grabbeigaben aus purem Gold.
Da man sich nicht um die Geheimhaltung gekümmert hatte, verbreitete sich die Nachricht schnell und die Region wurde von Abenteurern und Goldsuchern heimgesucht. Es kam zu Konfrontationen mit den Siedlern.
Mit dem gefundenen Gold kauften sich viele dieser Goldsucher Gelände von den Siedlern und etablierten sich als Grundstückbesitzer.
Eine Gruppe von Schatzsuchern bekannt als Los Rendones entdeckten einen verborgenen Schatz in der Finca einer Frau mit Namen Maxima in der Vereda La Italia. Gemäß der Gewohnheit in dieser Epoche wurde der Schatz in dem Geschäft von Don Marcelino Betancourt ausgestellt.

## Wirtschaft

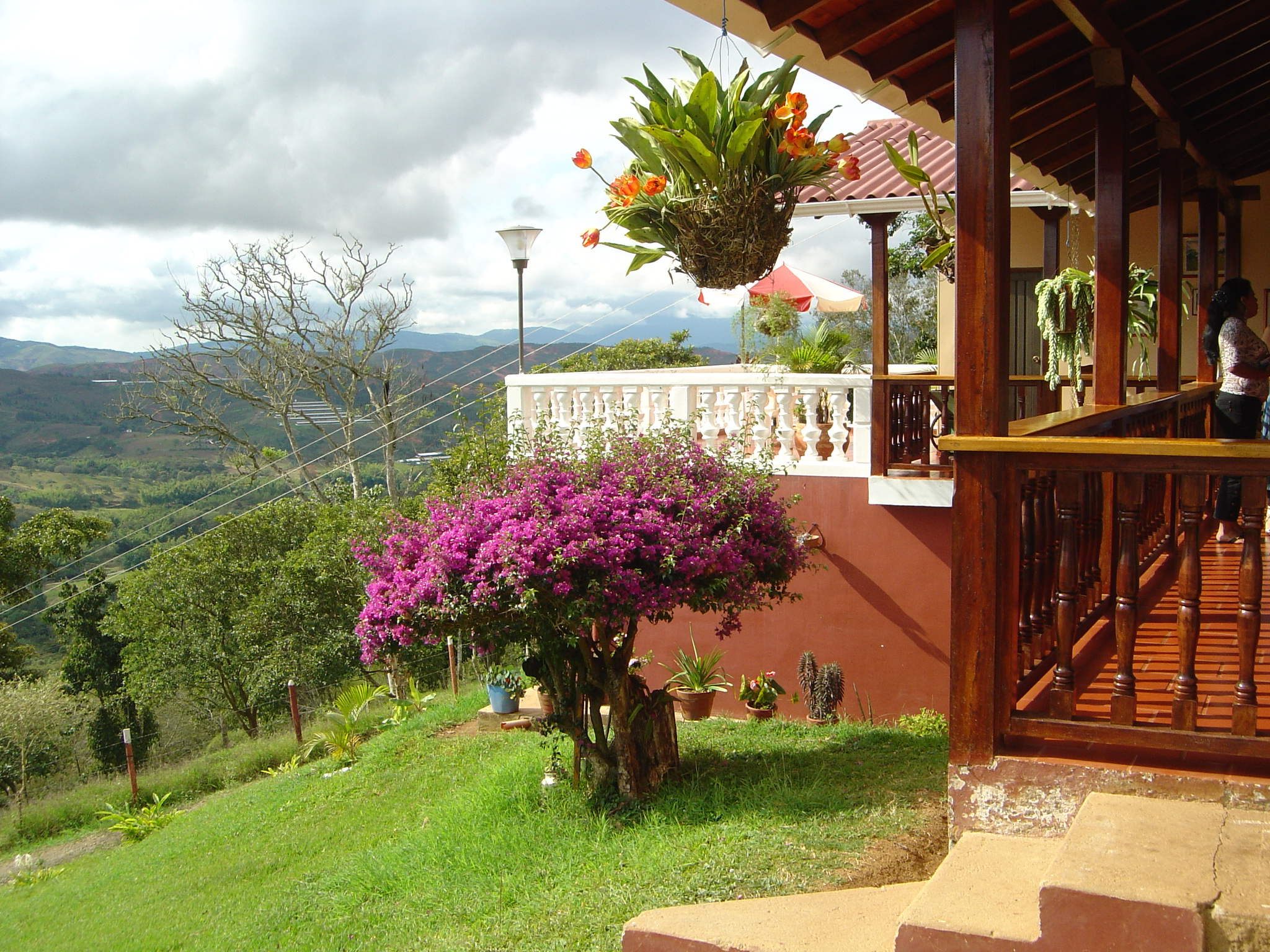
Blick von der Finca El Tabor

Die Wirtschaft von Restrepo war bis zum Ende des 20. Jahrhunderts vor allem durch den Anbau von Kaffee bestimmt. Dies war die "Bonanza Cafetera"
Durch den Preisverfall des Kaffees und der Lohnsteigerungen der Arbeiter (Trabajadores) wurde der Anbau des Kaffees immer unwirtschaftlicher.
Viele Kaffeeplantagen wurden gerodet und zu Weideland umfunktioniert. Die Hauptwirtschaftszweige sind im Moment die Viehzucht und der Anbau von Ananas.

## Sehenswürdigkeiten
Zu den Sehenswürdigkeiten von Restrepo zählen:
- Die Kirche Iglesia Nuestra Señora del Carmen
- Der Freizeitpark La Rochela
- Der Wasserfall Cascada Río Bravo
- Museum   Casa de la cultura Ovidio Arturo Marin Cuevas
- Kulturhaus  Casa de la Cultura
- Die Finca Rancho Grande
- Der See Lago Calima

## Nachbargemeinden
Nach Norden Yotoco und Calima Darién. Nach Süden Vijes und La Cumbre. Nach Osten Yotoco und Vijes. Nach Westen La Cumbre und Dagua.

## Stadtteile
Restrepo hat folgende Stadtteile:
| - Alto Bonito - El Alto - El Centro - El Mirador - La Consolación - La Independencia - La Inmaculada - La Playa - La Trinidad | - Los Alpes - Luis Carlos Galan Sarmiento - Etapa I - Luis Carlos Galan Sarmiento - Etapa II - Luis Carlos Galan Sarmiento - Etapa III - Luis Carlos Galan Sarmiento - Etapa IV - Popular - Pueblo Nuevo - Nuevo Horizonte | - Puerto Tejada - Restrepo la Y - Río Grande - San Jose - San Vicente - Viento Libre |

## Veredas
Restrepo hat folgende Veredas:

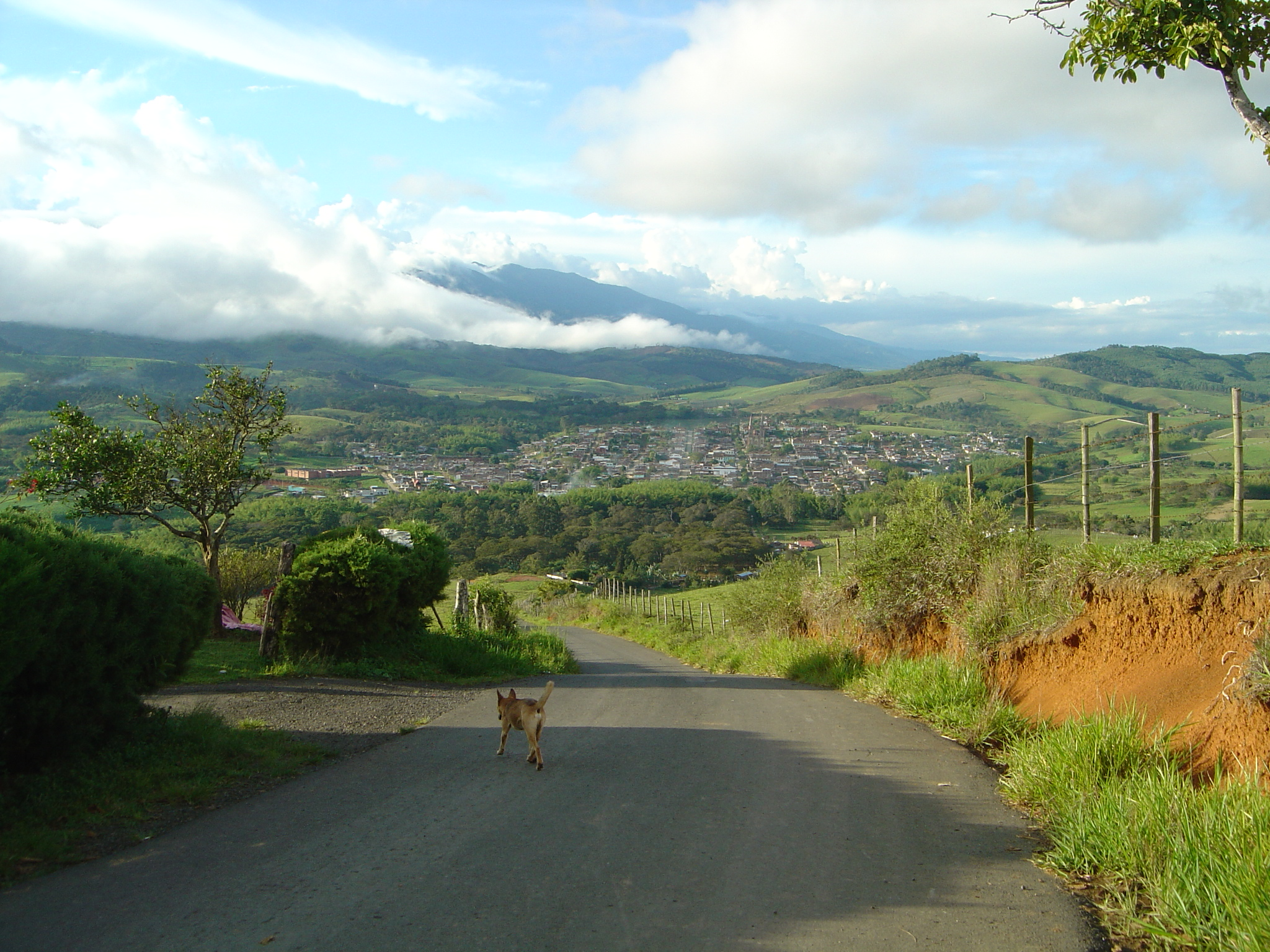
Blick auf Restrepo (von der Vereda Buen Vivir)

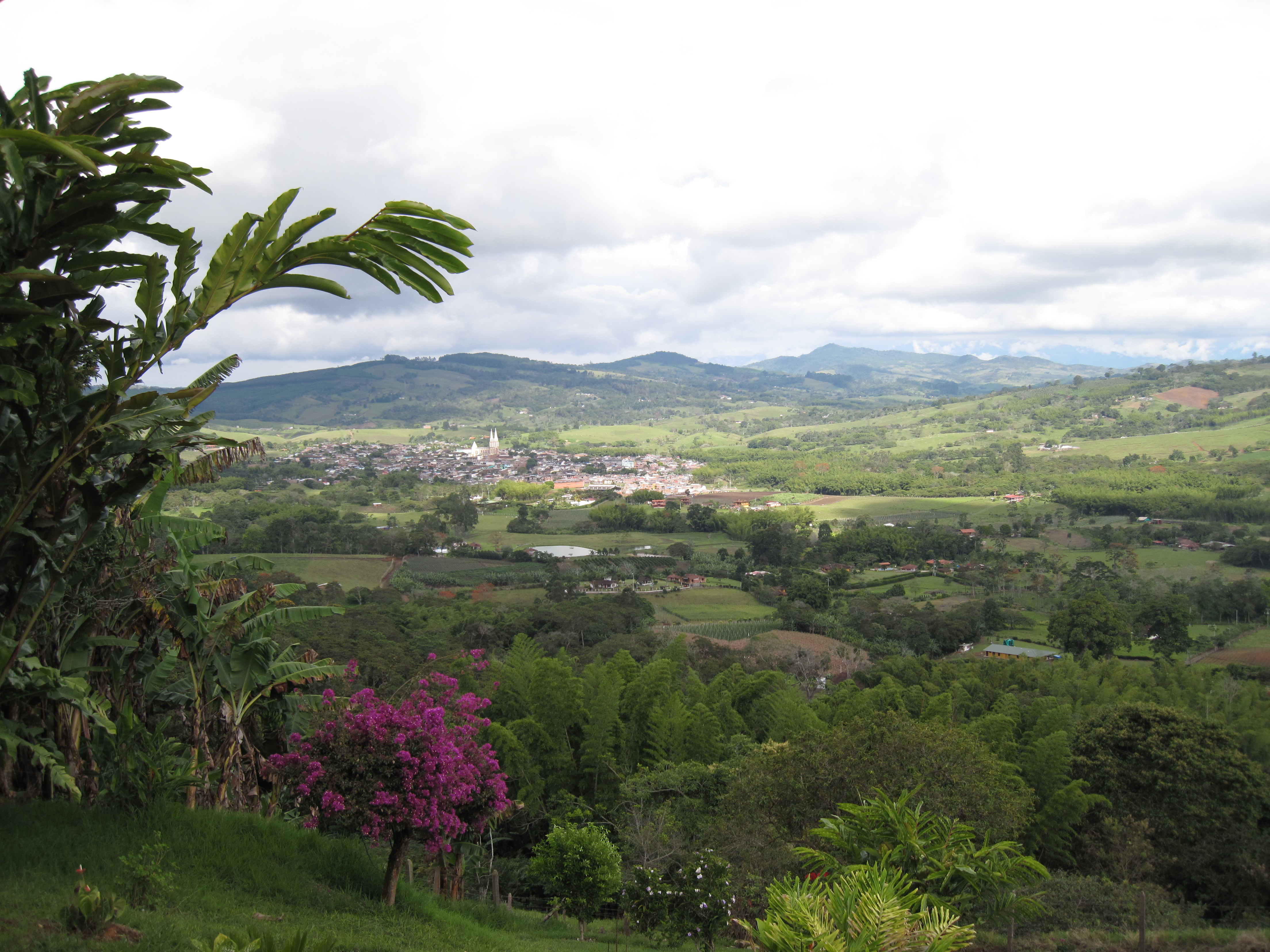
Blick auf Restrepo (von der Vereda San Pablo)

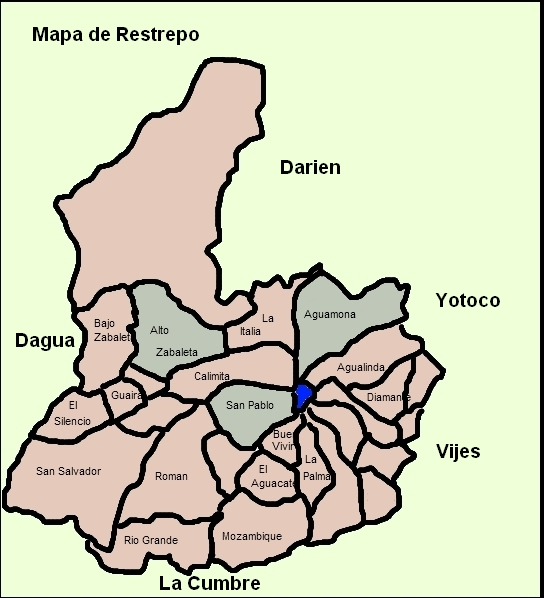
Stadtplan von Restrepo

| - Agualinda - Aguamona - Albania - Alto de los cedros - Alto del Oso - Alto Zabaletas - Bajo zabaletas - Buen Vivir - Calimita - Chontaduro - Colegurre - El aguacate - ILama - La Belmira - La esneda - la italia - La Soledad - Las brisas - Marquetalia - Monteredondo - Mosoco - Palmera - Parcelaciones Lago - Parte Hispanos - Playa Rica, Buenos Aires, Las Ollas - Potrerillo - Puerta Negra - Quirama - Río Azul - Río Bravo-campo alegre - Río Bravo-chachafruto - Río Bravo-el pital - Río Bravo-la cristalina - Río Bravo-la palmera - Río Bravo-la Torre - Río Bravo-los morenos - Río Grande - San Pablo - Santa Rosa - Silencio |

## Corregimientos
Restrepo hat folgende Corregimientos:
- El Agrado
- El Diamante
- La Palma
- Madroñal
- Río Bravo
- Roman
- San Salvador
- Tres Puertas

## Persönlichkeiten
- Miguel Ángel Mejía Múnera (El Loco) (Los Mellizos)
- Víctor Manuel Mejía Múnera (Los Mellizos)
- Ovidio Athuro Marin Cuevas (Ex-Bürgermeister)